# 梦醒之前
《梦醒之前》（英語：Before I Wake，或稱作）是一部2016年的美國驚悚片。由麥可·弗拉納根執導，麥可·弗拉納根和傑夫·霍華編劇。由演員雅各·特倫布雷，凱特·柏絲沃，湯瑪斯·傑恩，安娜貝絲·吉許以及達什·米霍克主演。Intrepid Pictures，Demarest Films，MICA Entertainment出品。

## 劇情
一個持槍，受驚的男人和一個睡着的小男孩為電影的開始。男人颤抖着，出汗着緊張的進入男孩的房間。他环顾四周，好像在寻找一些他希望在阴影中显露的东西，在突然間的骚动让他誤觸扳機。 槍声唤醒孩子，男人泪流满面地说，他不能，他做不到。
之後，一對夫妻潔西·霍布森（凱特·柏絲沃飾演）与马克·霍布森（湯瑪斯·傑恩飾演）在兒子意外去世後，他們收養了一個8歲的小男孩寇迪·摩根（雅各·特倫布雷飾演）。他们很快就发现，寇迪的梦變成了现实，但是他的梦卻是非常致命的。
在寇迪來到家裡的第一天晚上，他們惊奇的發現客厅裡飘过多彩多姿，发出强烈的光芒的蝴蝶。马克试图捕捉一隻蝴蝶拍下照片，因為他知道寇迪喜歡蝴蝶。然而，科迪醒來，蝴蝶消失了。
第二天，寇迪看見相框裡有個男孩子，便問了馬克。馬克跟他說，那是他們已故的孩子尚恩。寇迪問馬克他的下落，他跟科迪說那孩子在天堂。寇迪告诉她那是他妈妈的地方。 晚上，夫妇倆看見他们已故的孩子，并试图拥抱他。然而，寇迪醒來，肖恩消失了。隔天，他在學校交到了一個平常的女性朋友，然而對他有敵意。自那天，寇迪就從潔西那裡得到惊人礼物。潔西給寇迪看尚恩的照片。晚上，夫妇倆再次看見他们已故的尚恩。幾天后，馬克發現潔西開始上癮了，並告訴妻子她只是用礼物贏得寇迪開心，而不是真正的爱他，導致他們開始爭吵。吵架之後，馬克把家裡尚恩的照片都收起來了。
寇迪在学校睡着了，一个噩梦的生物，寇迪所说的「潰瘍人」，出現在他認識的平常的女性朋友身邊恐怖地看着。 同时，潔西去找医生，并表达了她寄养的小孩不睡觉的投诉，之後医生开出药物。她在馬克不知情的情況下把藥物混入飲料中。那晚，肖恩再次出现在他们面前，但变成了一个噩梦的生物。马克试图唤醒寇迪，但始終叫不醒寇迪。潔西承认她將混有藥物的飲料給科迪喝。馬克捨身保護潔西和寇迪卻不幸被惡夢生物吞噬，而潔西被扔向牆壁，昏迷不醒。沒多久，她在寇迪的叫喚中醒來，寇迪告訴她，他发现潔西躺在地板上。後來，社會局發現寇迪被下藥導致沉睡，便把寇迪帶離夫婦家。
潔西藉機取得寇迪過去存於社會局的資料，寇迪以前寄養在寄父威倫（達什·米霍克飾演）家中長達十五個月，也是開頭的持槍男子。威倫透露在寇迪剛進住家裡便開始出現多彩多姿，发出强烈的光芒的蝴蝶時，科迪的夢就會成真。慢慢的其餘的夢也成真，包括潔西和馬克已故的尚恩。當威兰的妻子生病時，寇迪變得不開心，而那晚，「潰瘍人」出现并带走了她。威兰向寇迪展示他夫妻倆的照片，希望他能在梦里重新创作出妻子。由于科迪年纪太小而不能完全记得她的脸，造成了妻子變成糟糕的副本。在潔西離開前，威兰催促潔西把寇迪給殺了。
她不願意放棄，繼續深入調查寇迪的背景，并通过几个记录了解寇迪母親的狀況，並在社會局的生後個人物品的儲藏箱內找到藍色蝴蝶樣式的抱枕。後來，潔西前往寇迪所在的孤兒院。在潔西到達前，工作人员得知寇迪过去2天没有睡觉便決定為他
他注射镇定剂让他睡觉。潔西到达孤兒院後，她親眼在每个房间里看到噩梦般的人物，包括尚恩，寇迪及其它寄养家庭的家屬。她在走廊的盡頭终于找到了寇迪，但是在她靠近他之前，被高大苗条的噩梦生物扔向地板。噩夢生物衝向傑西並要把她一併吞噬，在這時，潔西拿出事先找到的蝴蝶型抱枕，拥抱着它，当她抱着它時，噩梦生物變回寇迪的形式，心滿意足地消失。潔西将蝴蝶形枕头放在正在睡觉的寇迪胸前，把他带出房间。一路上，她低声对寇迪说，并請求他释放所有被监禁的人。噩梦变成了美丽的梦想，所有被「潰瘍人」抓走的人都被释放了。
隔天，潔西把安德莉亞收着的寇迪的母亲的日记給了科迪，表示她多么爱他以及說明當年的情況。原來，在寇迪六岁时，她的母親罹患胰腺癌末期，母親為以哄小孩的方式跟寇迪自己潰瘍了（在英文與癌症音同），母親死前因化療導致容貌對寇迪成了惡夢中的「潰瘍人」，而母親的遺言「我會永遠在你身邊」終於從恐懼轉變成無可取代的親情。在睡觉时，寇迪要求潔西告诉他一个故事。她告诉他有一个需要母亲的孤兒，還有一个需要孩子的孤独母亲。她的故事也讲述了一个醒来的平常的小孩，和一对夫妇重聚，父亲见过他的儿子。当寇迪问她如果真的实现，她告诉他，這由他决定，因为有更多的梦卻不會满足眼睛。

## 演員
| 演員                                     | 角色                                                           |
| ---------------------------------------- | -------------------------------------------------------------- |
| 雅各·特倫布雷 Jacob Tremblay             | 寇迪·摩根 Cody Morgan                                          |
| 凱特·柏絲沃 Kate Bosworth                | 潔西·霍布森 Jessie Hobson                                      |
| 湯瑪斯·傑恩 Thomas Jane                  | 马克·霍布森 Mark Hobson                                        |
| Topher Bousquet                          | 腐蚀人 The Canker Man                                          |
| 安娜貝絲·吉許 Annabeth Gish              | 娜塔莉 Natalie                                                 |
| 達什·米霍克 Dash Mihok                   | 威兰，寇迪以前的寄养父亲 Whelan，Cody's previous foster father |
| 史考蒂·汤普森 Scottie Thompson           | 寇迪的學校老師 Cody's school teacher                           |
| 贾斯汀·高登 Justin Gordon                | 坦南特醫生 Dr. Tennant                                         |
| 凯拉·迪佛 Kyla Deaver                    | 安妮 Annie                                                     |
| 安東尼奧·埃文·羅米洛 Antonio Evan Romero | 西恩·霍布森 Shun Hobson                                        |

## 发行
- 2014年4月4日，Relativity Media获得美国电影分销权[7]。这部电影原定于2015年5月8日发布，但被推回到2015年9月25日，后来由于该公司申请破产而从日程上撤回[8]。
- 2016年4月8日，这部电影被重新安排[9]，之后再重新安排在2016年9月9日[10]，然后从时间表中拉出。
- 2016年6月，宣布电影将在7月份的幻想曲国际电影节上播出[11]。这部影片于2016年7月31日在北美首映[12]。在美国电影将于2017年发行[13]。

## 外部連結
- Facebook官方專頁 （页面存档备份，存于）
- Tumblr官方專頁 （页面存档备份，存于）
- 互联网电影数据库（IMDb）上《梦醒之前》的资料（英文）
- 豆瓣电影上《梦醒之前》的資料 （简体中文）